# Michel Pigeon
Pour les articles homonymes, voir Pigeon (homonymie).
Michel Pigeon, né le 21 juin 1945 est un ingénieur, professeur, administrateur et homme politique québécois. Il a une longue carrière universitaire dans le domaine du génie civil et député libéral à l'Assemblée nationale du Québec. Il a représenté la circonscription de Charlesbourg dans la région de la Capitale-Nationale de 2008 à 2012.

## Biographie
Michel Pigeon est originaire de Sillery. Il obtient en 1967 un baccalauréat en génie civil de l'Université Laval, puis étudie au Imperial College of Science, Technology and Medicine de Londres, titulaire d'une bourse Athlone. Il travaille quelques années chez Lavalin, puis devient professeur à l'Université Laval en 1972, acquérant le titre de professeur titulaire en 1987.
En 1986, il fonde le Centre de recherche interuniversitaire sur le béton avec des collègues de l'Université de Sherbrooke et quelques jeunes chercheurs. Ce centre est devenu le Centre de recherche sur les infrastructures en béton (CRIB). De 1991 à 2001, il est professeur invité à l'École normale supérieure de Cachan. De 1994 à 2004, il est aussi titulaire de la Chaire industrielle sur le béton projeté et les réparations en béton de l'Université Laval. Il fonde en 1989 une entreprise de haute technologie, le Service d'expertise en matériaux inc.
Michel Pigeon est reconnu internationalement comme spécialiste des structures en béton.

### Fonctions administratives
- 1999-2001 : Directeur du département de génie civil de l'Université Laval
- 2001-2002 : Vice-doyen à le recherche à la Faculté des sciences et de génie de l'Université Laval
- 2002      : Doyen de la Faculté des sciences et de génie de l'Université Laval
- 2002-2007 : Recteur de l'Université Laval

## Honneurs et reconnaissances
- 1967 : Bourse Athlone du gouvernement britannique[2]
- 1989 et 1991 : Prix Summa en recherche - Faculté des sciences et de génie, Université Laval[3]
- 1992 : Wason Medal for Materials Research de l'American Concrete Institute[4]
- 1992 : Fellow de la Société canadienne de génie civil
- 1993 : Fellow de l'American Concrete Institute
- 1994 : Prix pour l'excellence de la recherche sur le gel des bétons, 3e Conférence internationale CANMET/ACI sur la durabilité du béton, Nice, France
- 1999 : Prix Sandford E. Thompson de l'American Society for Testing and Materials
- 2005 : Docteur honoris causa de l'Institut national des sciences appliquées de Lyon[5]
- 2006 : Docteur honoris causa de l'université de Liège[6]
- 2006 : Officier de l’Ordre des Palmes académiques
- 2007 : Officier de l'Ordre de la Pléïade[2]